# زخم کاغذ (ترانه زد)
«زخم کاغذ» تک‌آهنگی از هنرمند اهل روسیه زد، تروی سیوان است که در July ۱۷, ۲۰۱۵ منتشر شد. این تک‌آهنگ در آلبوم رنگ‌های واقعی (آلبوم زد) قرار داشت.